# عبدالرحمان پیرانی
عبدالرحمان پیرانی (زادۀ ۳ مهر ۱۳۳۳ در روانسر، کرمانشاه - ) فعال سیاسی، حقوقدان، مجتهد و دبیرکل جماعت دعوت و اصلاح است.
پیرانی متولد سوم مهرماه ۱۳۳۳ در روانسر در استان کرمانشاه است. او فارغ‌التحصیل مدارس علوم دینی و دارای مدرک دکترای حقوق بوده و از همان اول تأسیس جماعت دعوت و اصلاح در این مجموعه فعالیت کرده و از مؤسسان جماعت دعوت و اصلاح است. او عضو مؤسس اتحادیۀ NGOهای دنیای اسلام و عضو هیئت امنای اتحادیه و شورا مرکزی اتحادیه جهانی علمای مسلمان نیز می‌باشد.